# Bob Backus
Bob Backus (eigentlich Robert Hudson Backus; * 11. Juli 1926 in Boston; † 30. Juni 1999 in Hanover, Massachusetts) war ein US-amerikanischer Hammerwerfer.
1952 kam er bei den Olympischen Spielen in Helsinki auf den 13. Platz.
Bei den Panamerikanischen Spielen siegte er 1955 in Mexiko-Stadt und gewann 1959 in Chicago Bronze.
1954 wurde er US-amerikanischer Meister. Seine persönliche Bestleistung von 61,41 m stellte er am 6. Juni 1959 in New York City auf. Im Gewichtweitwurf holte er achtmal im Freien (1953–1959, 1965) und siebenmal in der Halle (1954–1959, 1961) den nationalen Titel.
Seine Ehe mit der finnischen Speerwerferin Elsa Torikka wurde geschieden.